# Синелобый амазон
Синелобый амазон (лат. Amazona aestiva) — яркая птица семейства попугаевых.

## Внешний вид
Общий фон оперения зелёного цвета. На перьях слабо просматривается кромка чёрного цвета. На голове аберрантный (изменчивый) цветовой рисунок. Лоб и уздечки – голубые (синие). Передняя часть короны, участки вокруг глаз, иногда перья, покрывающие ушные отверстия, а также перья голени – жёлтого цвета. Нижняя часть щек и подбородок зеленые, голубые или желтые; сгиб крыла красный, иногда с россыпью желтых перышек; кромка крыла желтовато-зелёная; маховые перья первого порядка  и кроющие крыла с темными фиолетово-синими кончиками; красные глазки на крыле покрыты 5-ю маховыми перьями второго порядка. Хвост зелёного цвета с зеленовато-жёлтой окантовкой. Покрывающие перья в основании своем красного цвета. Кожа вокруг глаз (периофтальм) беловатая, вплоть до серого оттенка. Клюв темно-серого цвета. Радужная оболочка глаза оранжевая. Лапки серые.
Неполовозрелые птицы характеризуются меньшей интенсивностью оперения; на голове меньше голубого и жёлтого цветов; радужка темная. В окраске молодых птиц присутствует великое множество вариаций.
Длина тела взрослой птицы 35—41,5 см, крыла — 20,5—22,5 см, хвоста — 13 см; масса 400—520 г.
Впервые синелобый амазон был описан в 1800 году.

## Распространение
Обитает в лесах Амазонии (Боливия, Парагвай, Аргентина, Бразилия (восточная Бразилия от Piani на юге доРио Гранде и юго-востоке Мато Гроссо). Синелобые амазоны населяют леса, пальмовые рощи, открытые саванны с лесными массивами, расчищенные (под сельское хозяйство) и культурные (возделываемые человеком) земли на высоте 1600 м (4800 футов) над уровнем моря.
Живут парами или небольшими группками. В течение дня каждая птица кормится или отдыхает на верхушках деревьев; в это время птицы ведут себя совершенно бесшумно, и выдать попугаев может только падающий корм. При нарушении спокойствия птицы не проявляют чрезмерной пугливости и даже могут приблизиться к источнику раздражения; при испуге, попугаи в полете редко меняют направление, однако в этом случае издают пронзительные крики. Во время полета синелобые амазоны ведут себя очень шумно, часто выдавая себя этим. Пары попугаев часто летят вместе, в тесноте. Время от времени, синелобые амазоны собираются в большие стаи, особенно в вечернее время и вместе устраиваются на деревьях на ночлег. Совершают сезонные миграции. Изредка кормятся на культурны территории, занятых плантациями, где причиняют довольно существенный ущерб. Крики попугаев – хриплые и громкие, часто пронзительные звуки.
Попугаев усиленно преследуют из-за вреда, который они наносят фруктовым садам и маисовым плантациям, а также ради мяса.
Синелобый амазон - вполне обычный попугай, но в местности, где происходит интенсивный отлов этих птиц, постепенно становится исчезающим видом. Внесен во II Приложение СИТЕС.

## Размножение

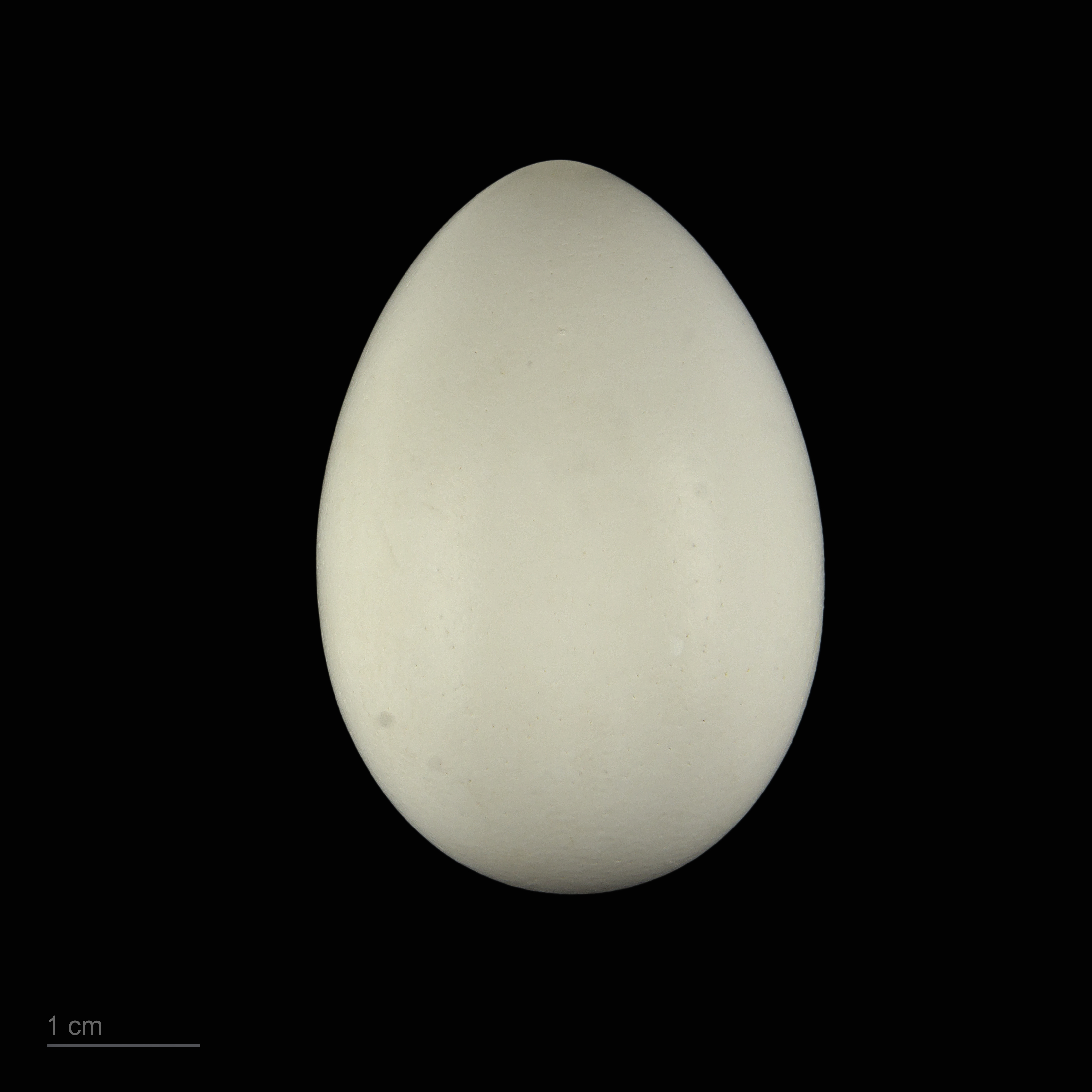
яйцо Amazona aestiva - Тулузский музеум

Гнездится в дуплах деревьев, которые часто использует несколько лет подряд. Известны случаи гнездования в древесных термитниках.
В кладке 2-4 белых яйца. Насиживает только самка - 29-30 дней. Продолжительность инкубационного периода составляет 26 дней. Период выкармливания птенцов длится 60 дней. Птенцы покидают гнездо в возрасте двух месяцев, но родители продолжают опекать их ещё два месяца.
В неволе при соблюдении определённых условий может быть достигнуто регулярное размножение синелобого амазона. Наилучшим временем для начала размножения является апрель, а также возможно размножение и в течение зимнего периода. Попугаям, которых планируется «сажать» на гнездо, стоит дополнить рацион пророщенным и замоченным зерном (белковый рацион) и мешанкой с составом (на пару амазонов): три перепелиных яйца, варёная гречка, ошпаренная тертая морковь, не жирный творог и для «вкуса» можно добавить немного меда. Пара птиц должна быть изолирована. В период размножения минимальная температура для стимулирования размножения птиц должна составлять 20 С (68 F).
Размер гнездового ящика должен быть – 30х30х80 см (12х12х32 дюйма).

## Содержание
Среди шумных попугаев, синелобый амазон – средняя по шумности птица; шумит, в основном, в утренние и вечерние часы; синелобый амазон – попугай не из пугливых; очень скоро начинает доверять своему хозяину или лицу, которое ухаживает за ним; обладает крепким и чрезвычайно сильным клювом; очень любит купаться. В течение адаптационного периода (акклиматизации) к новым условиям содержания подвержен грибковым инфекциям; позднее птица становится довольно выносливой. Его охотно содержат в клетках и вольерах как «говорящую» птицу.
Внешний авиарий (вольер, уличный вольер) должен быть размером не менее 4х1,5х2 м (12х4,5х6 футов) с примыкающим укрытием (внутренней клеткой или мини-вольером), размер которого 1,5х1х2 м (4,5х3х6 футов). Конструкция обоих авиариев должна быть выполнена из металлических материалов. В зимнее время минимальная температура должна быть не менее 5 °С (41 °F).
Хорошо приручаются молодые птицы. Умеют отличать своего хозяина. Часто привязываются к одному человеку.  Могут становиться активно агрессивными в период размножения, длящийся 2-3 месяца в году, бороться с этим можно, только правильно воспитывая птицу.
Синелобый амазон любит принимать водные процедуры. Опрыскивание – неотъемлемая часть содержания амазона.
Попугаю требуется внимание, наличие занимательных предметов, игрушек из дерева, бумаги, обрывков ткани, цепочек, колокольчиков, предметов для стачивания клюва.
Кормление синелобого амазона:
Синелобые амазоны едят те же продукты питания, что и большинство средних и крупных попугаев – фрукты, ягоды, семена, орехи, цветы, соцветия, почки.
Самой распространенной ошибкой в кормлении амазонов (да и вообще попугаев) является то, что у нас принято считать зерносмесь основой рациона птицы. В природных условиях амазоны поедают минимум зернового корма, питаясь в основном почками, цветами и плодами различных деревьев. Полностью исключать зерносмесь из рациона нельзя, но и нельзя ставить её как основу. Основой сухого рациона амазона являться корм для средних, а не для крупных попугаев. В него можно подмешивать зерносмесь для больших попугаев в соотношении 1:3. Очень важно, чтобы птица съедала самые мелкие семена. Многие большие попугаи полностью игнорируют просо, канареечное семя, овес и пр. В таком случае можно попытаться приучить попугая есть эти зерна с помощью колосков. Удивительно, но практически подавляющее большинство птиц (даже самые привередливые) с усердием лущат колоски проса до тех пор, пока не выедят все до последнего. Далее, колосок можно расщеплять на более мелкие части и класть в кормушку, а затем сокращать их количество, постепенно переводя птицу на просо из пакета с кормом. Амазоны с удовольствием поедают даже такие мелкие зерновые как пайза (японское просо) и чумизу. Подсолнечного семени в корме не должно быть много – не более 7-10 зерен в сутки.
Кормление в домашних условиях:
Смеси и рассыпчатые каши из зерна — просо, ячмень, пшеница, овес, кукуруза. Смеси очень полезно давать молодым или больным попугаям. (Измельчить в блендере: Пять злаков (каша безмолочная), Рис, Гречка, Кукурузная крупа, Тыквенные семена, Немного орехов (совсем чуть-чуть), Горох, и т.д. Смешиваем и заливаем водой. Можно добавить немного меда).
Амазоны, в отличие от других видов попугаев, весьма склонны к ожирению в неволе. И зачастую это даже не результат нарушенного обмена веществ (вследствие неправильного питания), а банально – последствие малоподвижного образа жизни. Именно поэтому не стоит много давать мешанки и каши. В условиях неволи даже самые активные амазоны часто прибавляют лишние граммы.
Фрукты, овощи, ягоды — кабачок, кукуруза, морковь, брокколи, стручки молодого горошка, тыква, кабачки, яблоки, виноград, черника, клубника, клюква, смородина,  малина, вишня, черешня и т. д.
Пророщенные злаки, замоченные в воде зерна.
Амазонскую глину с недавних пор начали продавать в зоомагазинах. Однако если вы не готовы потратиться на неё – не стоит расстраиваться, эту глину можно легко заменить. Для этого можно использовать обычную аптекарскую белую глину (без добавок и красителей). Глину необходимо высыпать в глубокую емкость и, залив водой, тщательно перемешать до густой консистенции. Затем, в полученную массу надо подмешивать песок для птиц (его можно купить в любом зоомагазине), так, чтобы получилась легкая зернистость. Основа готова. Далее, ложкой на бумагу или фольгу нужно выложить «кружочки» из глиняной массы и поставить сушиться. Если вы не хотите ждать долго – на несколько минут глину ставят в духовку, до полного засыхания. После глину можно предлагать попугаю. Если вы имеете возможность достать чистую глину у себя на участке, то её нужно будет сушить только в духовке, для того, чтобы погибли все микроорганизмы.
Веточный корм: яблоня, вишня, малина, береза, липа, клен, ива (ветла, верба), ольха, рябина, боярышник, бузина, ясень, вяз, смородина, калина и побеги кустарников (кроме хвойных, дуба, черемухи).
Орехи — фундук, грецкие, кедровые, арахис.
Продукты животного происхождения — мелко порезанные яйца, не жирные творог, сыр.
Зелень: салаты, соцветия  (клевер, аптечная ромашка, одуванчики, цветы, листья и корневища которых очень любимы амазоном)
При хорошем содержании амазоны доживают до 80, иногда до 90 лет.

## Классификация
Разделение вида Amazona aestiva на два подвида вызывает большие дискуссии, так как жёлтый сгиб крыла, который типичен для Amazona aestiva xanthopteryx, может быть и у номинальной формы (номинального подвида синелобого амазона — Amazona aestiva aestiva, даже, если не совсем так, как у Amazona aestiva xanthopteryx).
Заводчики синелобых амазонов склоняются к мысли о том, что разделение вида на подвиды на основе величины и протяженности желто-красного цвета на сгибе крыла  некорректно или не совсем точно, но принято, что вид синелобого амазона включает в себя 2 подвида:
- Красноплечий синелобый амазон Amazona aestiva aestiva (Linnaeus, 1758) —  номинативный подвид, чаще встречающийся в природе;
- Желтоплечий синелобый амазон Amazona aestiva xanthopteryx (Berlepsch, 1896).

## Галерея

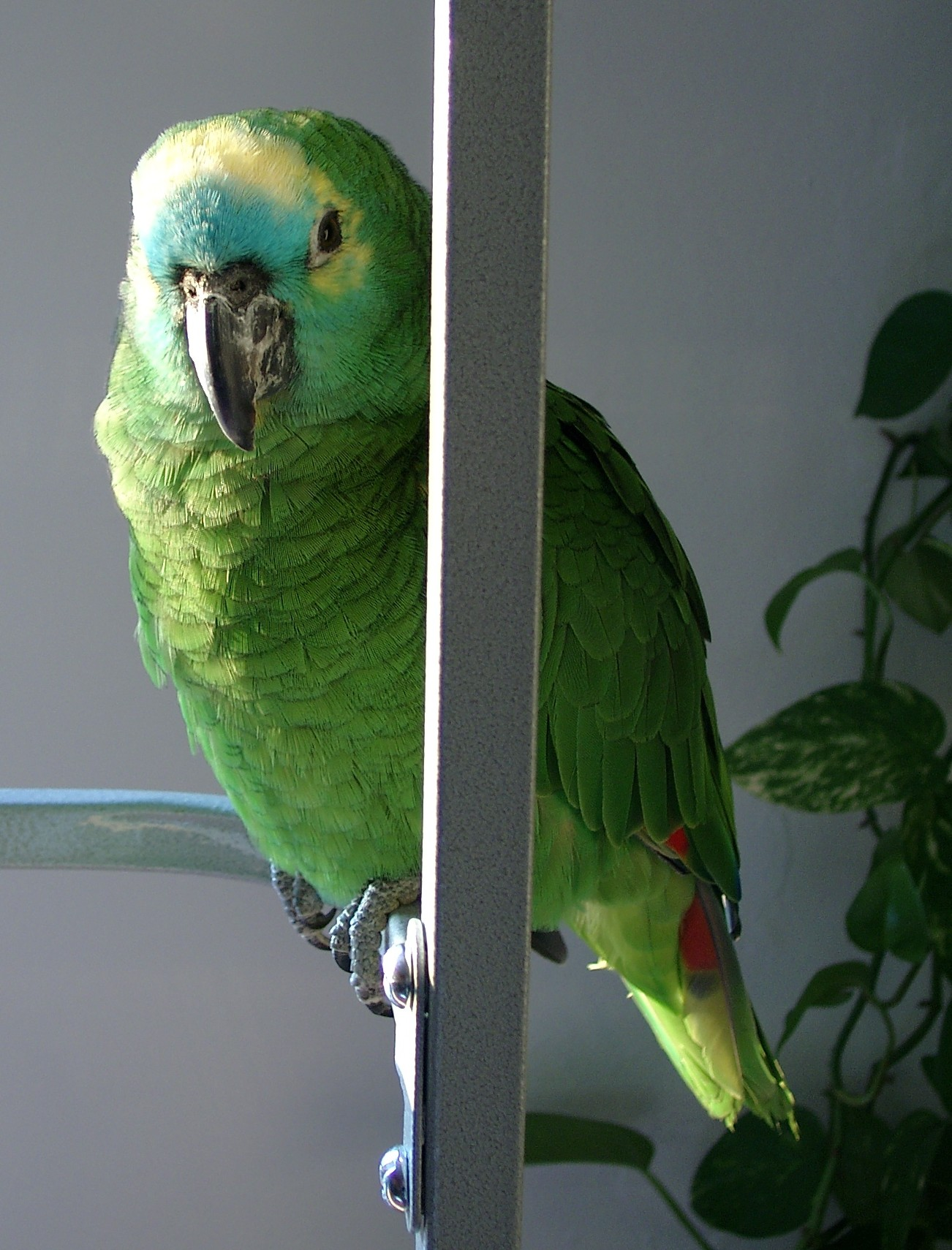
Синелобый амазон
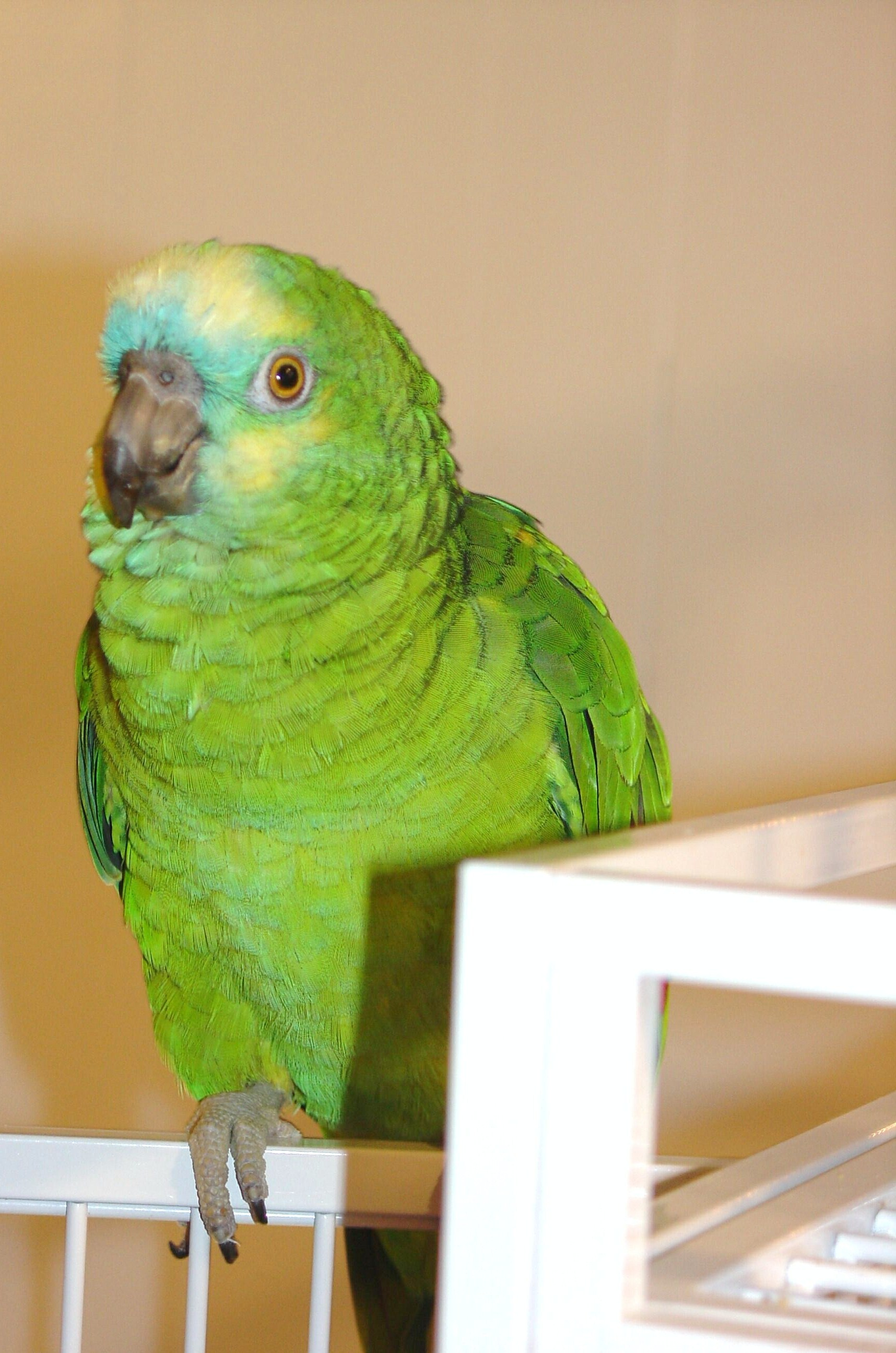
Самка